# Amomum dolichanthum
Amomum dolichanthum är en enhjärtbladig växtart som beskrevs av Ding Fang. Amomum dolichanthum ingår i släktet Amomum och familjen Zingiberaceae. Inga underarter finns listade i Catalogue of Life.